# 章文標
章文標（16世紀—17世紀），字憲卿，江西南昌府進賢縣三十八都人，明朝政治人物。

## 生平
章文標是萬曆十六年（1588年）戊子科舉人，二十三年（1595年）會試中副榜，授龍泉知縣，在當地惠政宜民，上級稱其他年清貌偉、才器可觀，打算讓他陞任晉寧州知州，他卻請求退休，回鄉三十多年四次任鄉飲大典主席，為人清介自守，淡泊名利。

## 引用
1. 1 2  康熙《進賢縣志·卷十五·人物志二》：章文標，字憲卿，萬曆戊子舉于鄉，授龍泉知縣，惠政宜民，上臺稱其年清貌偉、才器可觀，陞晉寧州知州，即乞休歸田，三十餘年鄉飲大典四推主席，耿介自守，于勢利泊如也。
2. ↑  康熙《進賢縣志》·卷十一·選舉志一：鄉舉……萬曆十六年戊子劉文卿榜……章文標 字憲卿，三十八都人，由乙未乙榜授龍泉知縣，陞雲南晉寧州知州致仕，事見良臣
3. ↑  錢海岳《南明史·卷八十七·列傳第六十三》：時南昌、瑞州、九江、南康、饒州、廣信遺臣：……（進賢）章文標，字憲卿，萬曆二十三年會試乙榜。歷龍泉知縣、晉寧州知州，乞休。三十餘年卒。